# 瞿秋白
瞿秋白（1899年1月29日—1935年6月18日），谱名瞿懋淼，乳名阿雙，號雄魄、熊伯，別號鐵柏、鐵梅、滌梅、梅影山人，中學後期改名瞿艭、瞿爽、瞿霜，字秋白，以字行；筆名雙林、巨緣、屈維它；俄语名维克多·斯特拉霍夫（Виктор Страхов）。江苏常州人，社会主义革命家、作家、诗人、翻译家、文学评论家。
瞿秋白是中国共产党早期领袖之一，曾两度担任中国共产党实际最高领导人（1927年8月—1928年7月，1930年9月—1931年1月）。1935年，瞿秋白在福建长汀被南京国民政府逮捕并枪决。

## 生平

### 家世
瞿秋白祖籍江蘇宜興陽湖縣，1899年1月29日，生於江苏省常州府城内東南角的青果巷八桂堂的花园住宅内的天香樓二楼。八桂堂是瞿秋白的叔祖瞿赓甫的住宅，这所住宅内花木繁多，因有八株桂花而得名八桂堂，天香楼也是因沉浸在花木的芬芳之中而得名。瞿家是一个书香门第，世代为官，瞿赓甫时任湖北布政使。父亲瞿世玮擅长山水畫、剑术，喜讀醫書，然而生性淡泊，不治家业，寄居叔父家中，依赖在浙江做知县的大哥瞿世琥的接济。母亲金璇，其父金城曾任候補廣東鹽大使，精于詩詞文學。由于瞿秋白头发上生有双旋，父母为其取乳名双。:4-6
1900年，叔祖瞿赓甫升任湖北布政使，靠著他的官俸過了好幾年少爺生活。1903年，叔祖病故。遗属分割财产时，瞿世玮被迫离开八桂堂，在乌衣桥租住，生活窘迫。1904年，六歲時，到母親娘家城西織機坊的星聚堂居住，秋，到附近的莊氏書館启蒙。1905年，到常州冠英兩級小学堂唸書:7-8。1909年1月，畢業後在家自修，6月，考入常州府中学堂預科；他喜歡讀書，內容包括經史子集和各類詩詞，這主要是受家學影響。:12-14
1911年7月，因病未參加期末考試留級一年，和張太雷、李子寬同學。辛亥革命后，瞿秋白剪掉辮子支持革命。常州被革命軍佔領後中學堂成了臨時駐軍所，因此暫時停課。1912年，復課後，中學堂改名江蘇省立第五中學。1913年秋，伯父瞿世琥弃官闲居杭州，将祖母也接到那里，并停止了对瞿世玮一家的资助。于是瞿秋白家陷入经济困境，被迫搬到城西庙沿汀瞿氏宗祠居住，靠典当、借债度日。1915年夏，因交不起学费，瞿秋白被迫辍学:18-24。1916年月初，奉母命到無錫表姐夫秦耐銘處，謀求小學教員的工作。2月7日，母亲金璇用了半瓶虎骨酒吞服了剥好的火柴头丸自尽。

瞿母死后，瞿父借了100多元买了一口棺材，又因无钱安葬，暂时寄存在当地瞿氏宗祠里。1942年，私立群英中學借瞿氏宗祠開學，棺材被搬出後葬於常州城东郊的乱葬墳。直到1962年，瞿秋白的夫人杨之华从《瞿秋白文集》稿费中拿出300元作为经费，在常州市人民政府的主持下，才将瞿母迁到常州西郊公墓。:292月13日，瞿秋白跟隨表姐夫秦耐銘到无锡城南门外杨氏小學任教。4月5日，清明回家掃墓時含悲写下了一首七绝《哭母》:
 亲到贫时不算亲，蓝衫添得泪痕新。饥寒此日无人管，落上灵前爱子身。

1916年11月，瞿秋白得到表舅母的资助，因此辭去小學教職，西赴汉口，1917年春，寄居在京汉铁路局当翻译的堂兄瞿纯白家中，並进入武昌外国语学校学习英文。3月，瞿纯白调外交部任职，他也随同到北京求學。4月，参加普通文官考试未被考取。7月，張勛復辟後隨家人到黃陂，平息後返京到北大旁聽胡適的課。9月，考入外交部办的俄文专修馆。:32-391918年，他患上了肺病又對前途迷茫時常覺得心情苦痛，作詩以抒情:
 雪意淒其心惘然，江南舊夢已如煙。天寒沽酒長安市，猶折梅花半醉眠。

### 五四运动
1919年5月4日，五四运动爆发后，他投入北京爱国学生运动，當選俄專学生代表，参加了北京大中学校学生联合会，因此結識了鄭振鐸、王統照、耿濟之、許地山、瞿世英等人。6月3日，在街上演講時被抓，8日，出獄。8月23日，参加了中南海总统府前抗议马良祸鲁的请愿活动被捕，旋即被释放。9月，在《新中國》雜誌上發表托爾斯泰小說《閒談》的譯文。11月，參與創刊《新社會》旬刊。1920年3月，參加了李大钊、张崧年发起的马克思主义研究会。8月5日，與鄭振鐸、耿濟之等人創辦《人道》月刊。9月，從俄專肄業，被北京《晨报》和上海《时事新报》聘为特约通讯员，10月16日，作別親友啟程到莫斯科采访，搭乘火車北上於20日抵達哈爾濱，因俄国内战滯留在哈爾濱，期間寫作通訊報導蘇俄革命和戰爭狀況。12月10日，北上滿洲里後到遠東共和國首都赤塔停留。

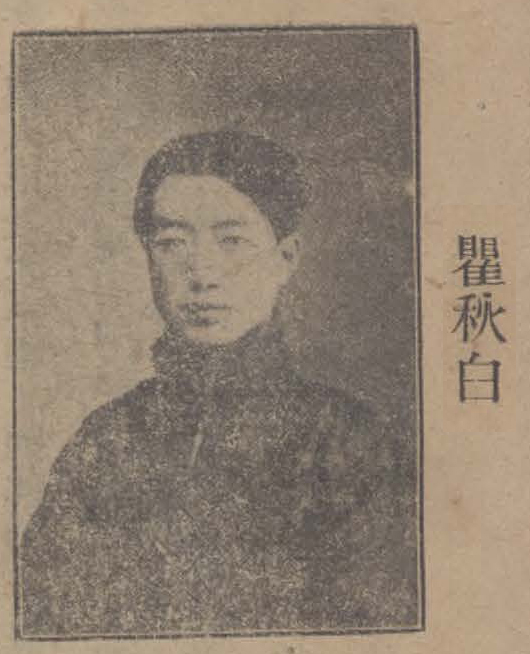
1920年的瞿秋白

1921年1月25日，抵達莫斯科拜見東方司司長雅科夫·达维多维奇·楊松和《真理報》的主筆。2月，參加全俄華工大會。3月2日，參訪克里姆林宮，採訪盧那察爾斯基，8日，參加俄共（布）第十次代表大會，對其作出報導。5月，經張太雷介紹加入俄共（布爾什維克）。6月22月，參加共產國際第三次代表大會，報導紅場閱兵及在會上介紹中國共產主義運動。8月，左肺患病，時常咳血。9月，到东方大学中国班任教，並在陸軍大學漢文系兼課。12月，病情愈發嚴重，住進了莫斯科郊外的高山療養院。1922年2月，又由张太雷介绍加入中国共产党。11月5日，陈独秀到莫斯科參加共產國際第四次代表大會，瞿秋白担任他的翻译。12月，和羅亦農介紹彭澤民加入中共，21日，随同陈独秀啟程回國。1923年1月13日，回到北京，3月，南下上海在中央宣傳部工作，籌辦《新青年》和《向导》编辑。春夏之交時作《赤潮曲》和《國際歌》。
赤潮澎湃，晓霞飞涌，
惊醒了五千余年的沉梦。
远东古国，四万万同胞，
同声歌颂，神圣的劳动。
猛攻，猛攻，
捶碎这帝国主义万恶丛！
奋勇，奋勇，
解放我殖民世界之劳工！
何论黑白黄，无复奴隶种，
从今后，福音遍天下，
文明只待共产大同。
看，光华万丈涌！
4月，經李大釗推薦到上海大学，担任教务长兼社会学系主任。6月12日，到廣州出席中国共产党第三次全国代表大会。7月1日，主编的《前锋》創刊號出版，10日，到杭州拜訪胡適，並獲介紹到商務印書館工作的機會，後未就任；20日，返回上海任教。8月，確定国共合作的路線。9月，加入中國國民黨。10月，赴廣州參與中國国民党改组，任大本營宣傳委員會委員、国民党中央執行委員會上海执行部委员。1924年1月，出席中国国民党一大，参加大会宣言的起草，当选国民党中央候补执行委员、国民党中央政治委员会委员。2月，出席國民黨上海執行部會議。6月，陪同鮑羅廷了解上海的情況。8月，赴廣州出席中執委、中政委會議商談國共合作糾紛。9月末，返滬。12月19日，遭租界通緝，轉入地下活動。1925年1月，瞿秋白出席中共四大任草案審查小組組長，並被選為中央委員，在會上討論了革命領導權和工農聯盟的問題。21日，選為中央執行委員、中央局委員和中央政治局委員。5月，和維經斯基等人領導五卅运动，舉行“三罷”，並創辦《熱血日報》每日發表社論。12月，和西山會議派對抗，並同蔣光慈拜訪了郭沫若。1926年2月21日，出席北京的中共中央特別會議，返滬後肺病嚴重住寶隆醫院治療。8月8日，赴廣州參加國共兩黨聯席會議，支持北伐。
1927年2月，寫批評彭述之的小冊子。3月，籌辦中共五大去武漢，21日，舉行第三次武裝起義。四一二事變後，和羊牧之說：“我們太幼稚了，這一著棋，輸給了蔣介石。我們對不起上海工人階級，我們對不起犧牲的同志，血的教訓太沉痛了。”4月27日，召開中共五大，5月26日，出席中央政治局會議，討論馬日事變後的方向。7月12日，陈独秀被停职，由张国焘临时代理主持中央工作，13日，前往廬山與鮑羅廷、李立三、鄧中夏等人討論南昌起義事宜。8月7日，新来到的共产国际代表罗明纳兹主持召开八七会议，正式将陈独秀免职，瞿秋白担任临时中央政治局常委。在此次会议中，确立了土地革命和武装反抗中國國民黨政府的总方针。10月，成立長江局。12月10日，發動长沙起义，11日，張太雷領導广州起义最後都以失敗告終。

### 赴苏
1928年4月，从上海经海路抵达大连，又改乘火车沿中东铁路北上，通过满洲里的秘密通道出境进入苏联。5月中旬，抵达莫斯科。6月，在莫斯科郊外的五一村主持召开中共六大，“六大”之后，瞿秋白继续留在莫斯科，担任中共驻共产国际的代表团团长两年时间，实际在国内直接领导中共的是李立三和向忠发。期间，与萧三和苏联学者弗谢沃洛德·科洛科洛夫设计了拉丁化新文字，以山东话注音拉丁字母，由吴玉章在苏联远东华人中推广，后吴玉章回国后在中共根据地推广。7月17日，參加共產國際六大。8月，莫斯科中山大学的校长米夫以及王明等人说中大有一个由俞秀松、董亦湘、周达文等人组织的“江浙同乡会”是托派組織，因此有学生被捕、被开除。王明將和他意見不一的工人出身的同學叫做“工人反對派”，年輕的團員叫做“先鋒主義者”，並把它們合稱為“第二條路線聯盟”。在米夫的支持下格魯烏的情報人員對這些同學展開了調查，決定開除12人、逮捕4人。瞿秋白核實後表示並無此事，保護了被開除和被抓的同學，這讓王明將矛頭對準了瞿秋白和中共代表團。9月5日，到南俄各工業區參觀，舊病復發，到巴庫療養。他向庫西寧提出撤銷米夫東方部副部長職務的建議，這讓米夫和王明和他的關係進一步惡化。11月，到里海療養地休養。
1929年1月，創辦俄文季刊《中國問題》。2月，肺病加重，和黃平同去馬林諾的列寧療養院休養。20日，蘇兆征去世，這給了他很大的打擊。5月，王明等人在中大掀起了反對瞿秋白的活動。7月，和蔡和森、陸定一等人參加共產國際執委第十次全會，會議主要是討論反右運動和批判布哈林。11月，陳獨秀被開除黨籍，瞿秋白寫了《中國的取消主義與機會主義》批判了陳獨秀的錯誤。12月18日，在列寧主義學院和共產主義勞動大學講“中國共產黨歷史概論”。1930年3月，中山大學清黨結束，中共代表團受到共產國際指責，解除了他代表團團長的職務。

### 回国
1930年8月26日，回到上海。9月6日，召開六屆三中全會，接受共產國際的“七月指示”，糾正立三路线。“十月來信”中，共產國際對中共中央的解決很不滿意，指三中全會犯了“調和路線”的錯誤，要求李立三到莫斯科檢查錯誤。11月，王明回國後立即打出反立三路線的旗號，反對三中全會後的中央。中共中央討論王明等人的信和“十月來信”時，瞿秋白批評他們先於中央知道共產國際的態度而不向政治局報告，而是以突襲的方式指中央“犯錯”，這是在進攻中央。黨內受過李立三和三中全會批評的地方黨組織成員，諸如羅章龍、徐錫根、王克全等人和王明一起上書共產國際攻擊中央。12月，共产国际执行委员会聽取李立三的匯報後批評了其和三中全會的錯誤，並把問題引向了瞿秋白，認為他搞小團體和托派合作，希望王明取代瞿秋白。1931年1月7日，共产国际代表米夫及王明等人主持在上海召开的中共六届四中全会，解除了李立三的中央委员职务，瞿秋白、李維漢的政治局委員職務。27日，被迫寫聲明承認自己的錯誤，自此離開了政治事務。此后到上海治療肺结核，並进行文艺创作和翻译，与茅盾、鲁迅一起參與左翼文化运动。9月，國民政府通緝懸賞瞿秋白、周恩來等人。1932年秋，瞿秋白幾度病危。

### 苏区
1933年底，臨時中央來電要求瞿秋白离开上海去中央苏区，但楊之華未能同去。
1934年2月5日，抵达瑞金后，在中华苏维埃共和国人民委员会教育部视事，任中华苏维埃共和国中央执委会委员、人民教育委员会委员、中华苏维埃共和国中央政府教育部部长等职。上任后主持制定了《苏维埃教育法规》。4月，兼任苏维埃大学校长；7月，苏维埃大学併入中央黨校。10月，中央红军開始长征，身患重病的瞿秋白被迫留在即将沦陷的中央苏区。据吴亮平回忆，“在一次讨论转移的会上，瞿秋白当面向毛泽东要求参加长征，毛泽东当场也不好说什么，因为毛泽东此时自身难保。瞿秋白带病留守南方，進行游击战争，任中共苏区中央分局委员、宣传部部长。”

### 被俘
1935年2月，在中央苏区陷落前夕，瞿秋白的肺病越來越重。中央分局书记项英派便衣队护送瞿秋白、何叔衡等不便打游击的人向永定转移，想从那里去上海。2月11日，瞿秋白、何叔衡、张亮(项英之妻)、周月林(梁柏台之妻)及邓子恢(到永定领导游击战争)以及数十名武装护送人员，从江西会昌县小密村启程。20日抵达福建军区所在地长汀四都镇琉璃村汤屋。24日清晨，瞿秋白一行东渡汀江抵达长汀县水口乡小迳村时，被福建省保安十四团钟绍葵押送商船驻水口的二营包围，发生激烈战斗。何叔衡中弹身亡，瞿秋白因有严重肺病无力奔跑，遂讓鄧子恢等人撤離，瞿秋白、张亮、周月林等人被捕并被押往该保安团团部上杭。被捕後，瞿秋白自称是林琪祥医生赴漳訪友，并在监房内寄信给上海的鲁迅及妻子杨之华，望能设法保释出狱，杨之华将来信上交组织，鲁迅、杨之华以及党中央在上海等地为营救瞿而奔忙。4月10日，国军第八师师长陶峙岳在长汀、武平和会昌三县交界的归龙山下，俘虏了已牺牲的中共福建省委书记万永诚之妻徐氏，因护送瞿秋白的全部计划是时任中共福建省委书记万永诚策划，徐氏知悉详情，其供出瞿秋白等人在濯田一带被俘的消息。陶峙岳即电告驻闽绥署主任蒋鼎文，蒋电令驻长汀三十六师师长宋希濂和第二绥靖区司令李默庵急查。瞿秋白在上杭钟绍葵团部关押，偶然被也曾在苏区当炊事员的郑大鹏送监饭时认出。

### 拒降
1935年5月23日，瞿秋白写下了《多余的话》，他自認為只是一个半吊子的文人，参与政治运动，乃至成为中国共产党的领袖完全是一个“历史的误会”。国民党中央随后派人来，声称瞿秋白可不必发表反共声明和自首书，只要答应到南京政府下属机构去担任翻译即可，但遭到瞿秋白拒绝。

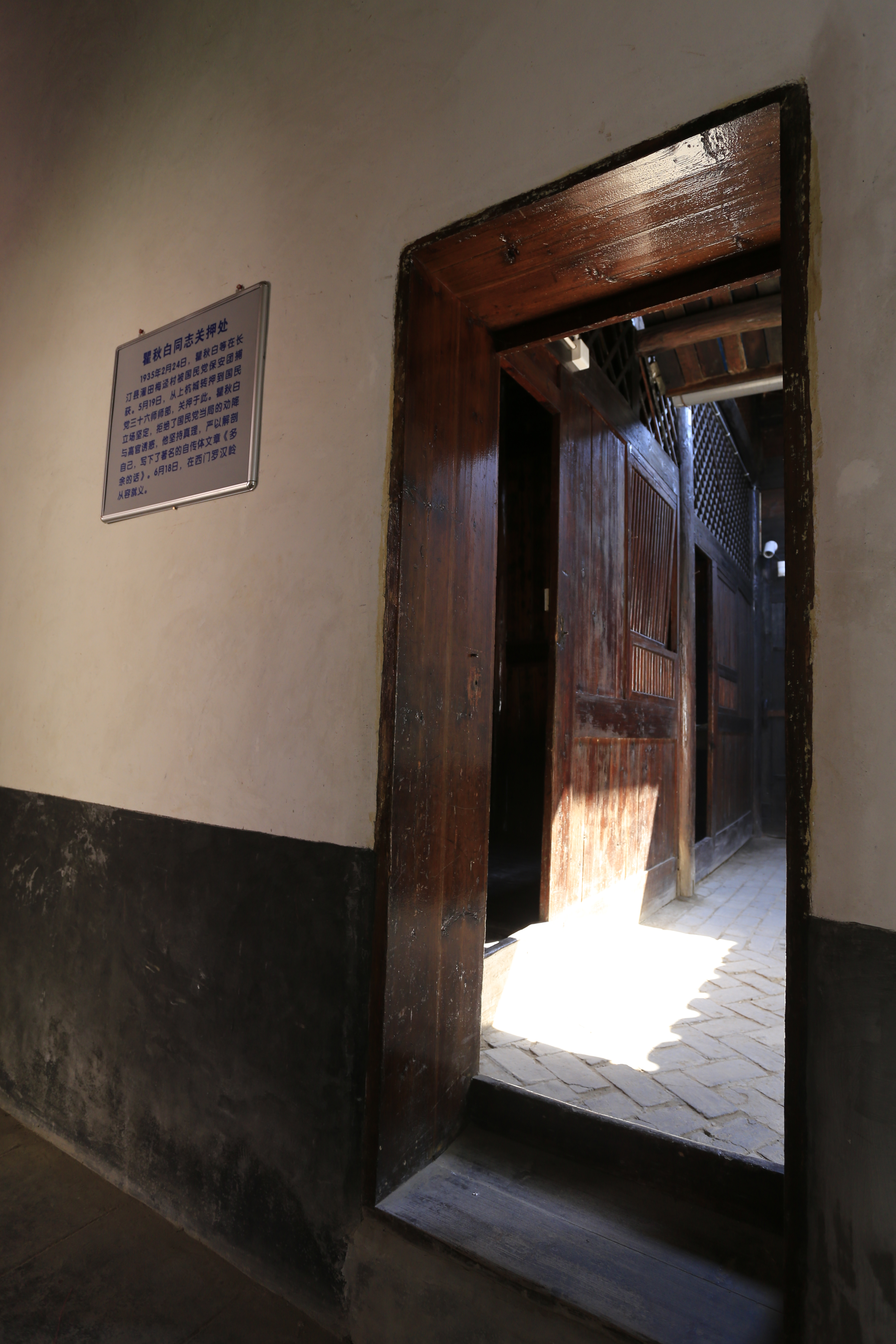
瞿秋白被俘后囚禁在福建长汀原汀州府试院（福建省苏维埃政府旧址）

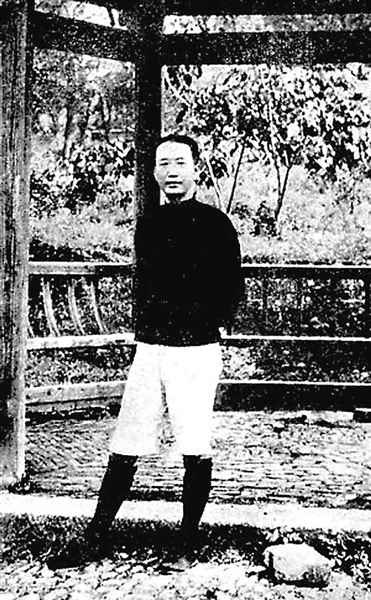
1935年6月18日，在福建长汀將被處決的瞿秋白

### 就义
6月18日早8时，瞿秋白讀唐詩有感写下了绝笔诗：
夕陽明滅亂山中，落葉寒泉聽不窮；已忍伶俜十年事，心持半偈萬緣空。
正寫時向賢鉅來出示槍決令，瞿秋白说：“人生有小休息，有大休息，今后我要大休息了。”隨即又寫道：
方欲提筆錄出，而斃命之令已下，甚可念也。秋白曾有句：“眼底雲煙過盡時，正我逍遙處”，此非詞讖，乃獄中言志耳。
書畢，9時20分，负责羁押瞿秋白的国军第三十六师师长宋希濂，是瞿秋白在上海大学任教时的学生。为表示对老师的尊重，宋希濂送瞿秋白出监房到中山公园凉亭前拍照，瞿秋白上身穿着黑色中式对襟衫，下身穿着白布抵膝短裤，黑线袜，黑布鞋，背着两手，昂首直立。宋希濂还为瞿秋白置办了酒席。瞿秋白来到公园，“全园为之寂静，鸟雀停息呻吟。信步至亭前，已见菲菜四碟，美酒一甕，彼独坐其上，自斟自饮，谈笑自若，神色无异。酒半乃言曰：‘人之公余稍憩，为小快乐；夜间安眠，为大快乐；辞世长逝，为真快乐！’”餐毕，10時，走出中山公园，慢步走向二华里之外的长汀西门外罗汉岭下蛇王宫养济院右侧的刑场。沿途瞿秋白手挟香烟，缓缓而行，而且用俄语唱《国际歌》《红军歌》。到达刑场后，瞿秋白盘膝坐在草坪上，微笑点头说：“此地甚好！”，高呼“打倒國民黨”、“中国共产党万岁”、“中国革命胜利万岁”、“共产主义万岁”等口号。喊完口號便命令士兵開槍。時年36岁，当日下午，遗骸被埋葬在罗汉岭盘龙岗。

## 批判和平反

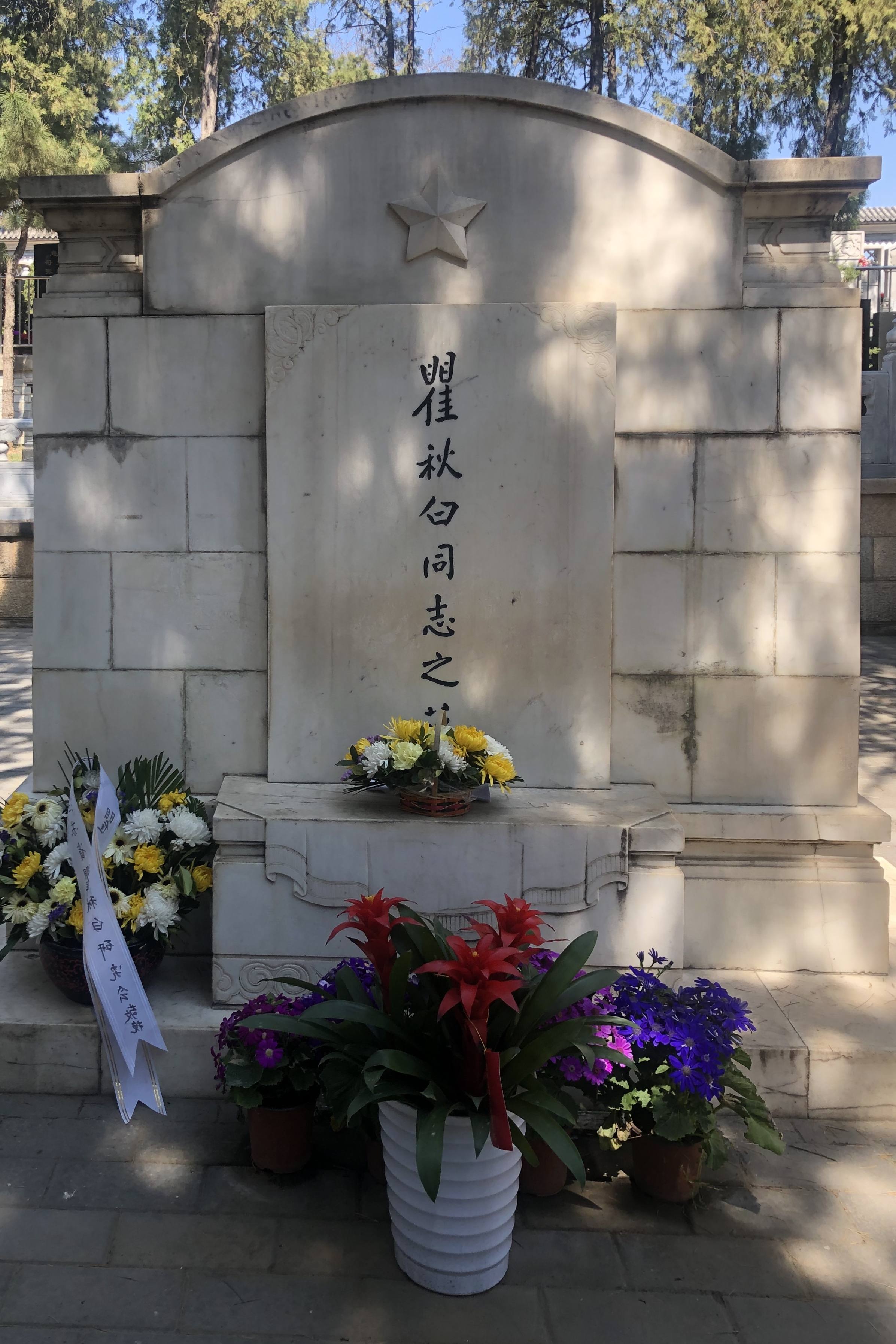
位于八宝山革命公墓第一墓区内的瞿秋白墓

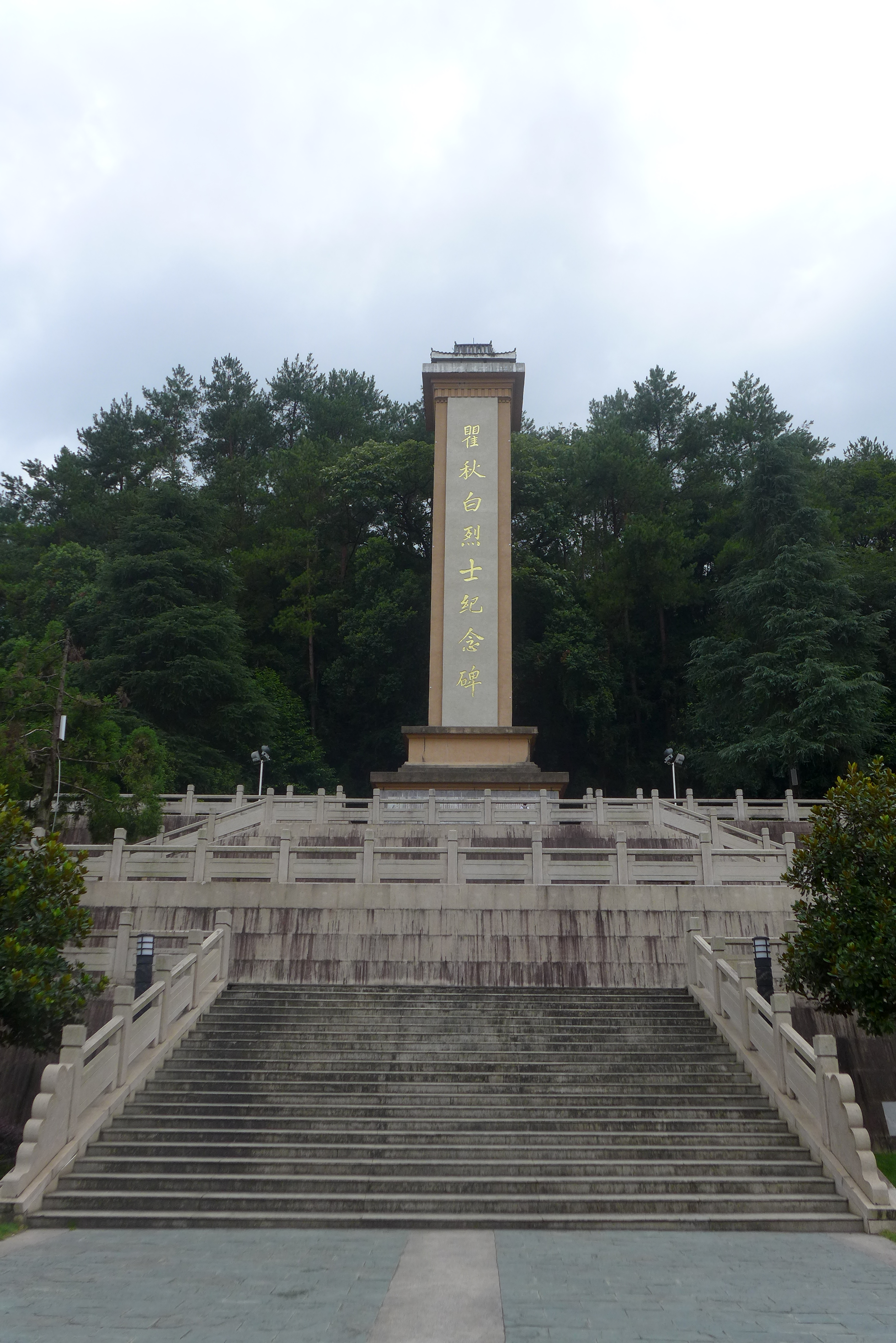
瞿秋白被处决地附近的瞿秋白烈士纪念碑

1945年4月20日，毛泽东主持作出的中国共产党扩大的六届七中全会通过的《关于若干历史问题的决议》说瞿在1927年11月—1928年4月犯了左倾盲动主义路线的错误。1950年12月31日，毛泽东为《瞿秋白文集》题词，高度赞扬他说：“在革命困难的年月里坚持了英雄的立场，宁愿向刽子手的屠刀走去，不愿屈服。他的这种为人民工作的精神，这种临难不屈的意志和他在文字中保存下来的思想，将永远活着，不会死去。”1955年，纪念瞿秋白逝世20周年，骸骨遷葬八宝山革命烈士公墓。
1954年初，根据湖南省公安厅上报的两名参与杀害瞿秋白的案犯的口供材料，按照公安部部长罗瑞卿的指示，公安部责成湖南省公安厅追查瞿秋白被害案。同年10月，公安部十三局组织专门力量查办此案。经过十年调查及侦查、审讯，公安部于1964年10月19日完成了《瞿秋白烈士被害问题调查报告》。此时认为是与瞿秋白一同被捕的项英的妻子张亮与周月林出卖了瞿秋白，由于张亮已经在1938年在延安被中共秘密处死（一说被项英开枪击毙），只剩周月林，于是周被逮捕，在监狱关押20多年。期间一直上诉。直到1979年，其上述被接纳，重新查案结果发现当年的一份报纸内容，上有福建省委书记万永诚之妻徐氏招供的内容公示。周月林才被洗清。自1953年起，瞿秋白的家乡常州开始筹建瞿秋白烈士纪念陈列展览，并在1959年开始展出，随后，常州又着手准备瞿秋白故居陈列展。1964年，瞿秋白故居陈列展开始接待内部参观。1964年常州的瞿秋白故居陈列展开展不久，中共江苏省委宣传部长在南京传达了毛泽东对《李秀成自述》和瞿秋白《多余的话》的批评，常州的瞿秋白故居陈列展随即于8月停办。
“文化大革命”开始后，瞿秋白被認為是“叛徒”加上“左傾盲動主義”的問題遭到公开批判。1967年1月19日，金衡玉墓被红卫兵砸毁。2月8日，八宝山革命烈士公墓的瞿秋白墓上的瞿秋白像被红卫兵砸毁。5月12日，瞿秋白墓被红卫兵砸毁。瞿秋白的父亲瞿世玮1932年在济南逝世，葬于济南南郊，文革中也遭红卫兵砸墓平坟。1972年中发12号文件称：“瞿秋白在狱中写了《多余的话》，自首叛变了。”
1979年3月，社科院近史所陈铁健在《历史研究》第4期发表了《重评〈多余的话〉》一文，公开要为瞿秋白平反，引起很大反响。年底，中央開始複查為瞿秋白平反，直到1982年9月中共十二大時，重新確定了他的在中共敘事中的歷史地位。

## 思想
瞿秋白的思想背景很複雜，他在早年接受中國傳統文化和佛家思想的影響，後期又有共產主義、馬克思主義的影響。正如王德威指出，他早年的思想資源非常駁雜，除了傳統的士大夫的儒家教養之外，他對佛學也有淺嚐輒止的領會；又對虛無主義、無政府主義懷抱嚮往。這些資源參差交錯，形成了他的思想體系。他還受當時的柏格森主義的影響，但在生命歷程中他從創造進化論靠向了辯證唯物論。他在《多餘的話》中談到，自己在1918年時是新的人生觀正在形成的時期，理智方面是從托爾斯泰的無政府主義轉到了馬克思主義。
柏格森在當時的思想界是流行的話題，1919年12月，瞿秋白在《林德揚君為什麼要自殺呢？》一文中引用伯格森的觀點：“生命的進化，不外乎意識的激潮”，將生命意識和物質理解為對立項。瞿世英在《柏格森與現代哲學之趨勢》中的觀點一致。瞿秋白還用佛教圓覺經的“欲因愛生，命因欲有。”來解釋柏格森的觀點。按照他的自述這時他醉心佛學，接受佛教人間化運動的思想。瞿秋白的思想創新的地方並不在於將生命哲學的想法引入辯證唯物論，恰恰相反，他是以辯證唯物論重寫“生命衝動”這個概念。在上述提到的《林》文中提出了他對青年厭世自殺的診斷。他認為五四是重估中國國民性的時刻，在這個時期，很多青年竭力奮鬥，發現了社會種種惡象，並受到挫折。在這個過程中無法忍受這種痛苦而選擇自殺，這種自殺和痛苦實際上是覺悟的表現。但瞿秋白認為這種覺悟不是真正的覺悟，真的覺悟便會在奮鬥的困難中發現樂趣，而選擇自殺自然就感受不到此種樂趣了。接著他指出青年既然是向萬惡的舊社會宣戰，他們做的每件事便都是犯眾怒的，都是“世人皆欲殺”的。他認為這就是“自殺之道”，即在與舊社會的抗爭中總有人來殺他們，那麼青年又何必多此一舉呢？最後他做了一個簡單的論斷，即自由神就是自殺神。
畢克偉認為，瞿秋白這時是一個空想社會主義者，托爾斯泰和民粹派對他早期思想的形成有很大的影響。在後來的回憶中，他認為當時的中國學界對社會主義沒有清晰的認識，而是夾雜了無政府主義、托爾斯泰派的宣傳，對於民主和社會主義的解釋也与歐美思想界完全不接軌。在莫斯科，他從倍倍爾的歷史唯物論還有空想社會主義、伯格森主義中攝取養分形成了自己的“世間的唯物主義”，這和李大釗在五四前後的思想軌跡如出一轍。
瞿秋白的一大理論貢獻即使關於領導權問題的討論。劉康指出，瞿秋白和葛蘭西在諸多方面是相似的，他們都大量採納源自列寧和共產國際的理論和政治語言，藉此思考國內的政治狀況和革命戰略。瞿認為應該與新文化、新文學做連接，建立一種新的國民文化，即葛蘭西的文化領導權。他認為新文化可以從知識分子散播到工人、農民中去，最終從資產階級的專家轉變為無產階級的知識分子。瞿秋白認為領導權理論的核心問題是：“國民革命的聯合戰線裡誰應當是革命之領袖階級？並說明無產階級與資產階級互爭革命之領導權的意義。”
對於人物的評論，瞿秋白持一種歷史工具論的態度。他認為，人的意識是社會發展之果，這種意識在歷史中形成以後會轉變為社會力量，反過來成為社會現象之因。然而正因為這些個性的先覺在階級鬥爭的過程之中，不斷發現歷史的必然因果，所以人類才能有效地運用因果律，由必然世界躍入自由世界。因此，他支持的是一種沒有領袖地位的革命領袖觀，他從群眾的角度出發，認為真正能夠領導世界革命的領袖，是“沒有故意製造自己的領袖地位”的領袖。他稱讚列寧而批評托洛茨基，認為列寧讓自己成為了一個沒有自我的歷史主體，因而獲得了洞悉一切的歷史觀察力。因此他對普羅文藝的觀點就是要站到群眾的“程度”上去，同著群眾一塊兒提高藝術的水平線，要寫體裁樸素的東西，寫鼓動作品、為組織鬥爭寫作、為這理解人生而寫。開始俗話文學革命運動、街頭文學運動、工農通訊運動、自我批評的運動。
瞿秋白和魯迅在1933年他下野後關係密切，他編輯了《魯迅雜感選集》，還為其寫了一篇長序。魯迅曾向馮雪峰表示：“這篇序言的分析是對的。以前就沒有這樣批評過。”瞿秋白寫道：“魯迅是萊謨斯，是野獸的奶汁所餵養大的，是封建宗法社會的逆子，是紳士階級的貳臣，而同時也是一些浪漫蒂克的革命家的諍友！他從他自己的道路回到了狼的懷抱。”

## 著作
著述：
- 《饿乡纪程》（1920）
- 《赤都心史》（1921）
- 《瞿秋白论文集》（1927年2月17日）
- 《中国革命中之争论问题》（1927年2月）
- 《国民会议与五卅运动》（1926年1月22日）
- 《中国革命与共产党》（1928年6月18日）在莫斯科中共六大的政治报告

重要文章：
- 帝国主义侵略中国之各种方式（1923年5月26日）
- 中国资产阶级的发展（1923年6月2日）
- 上海总商会究竟要的什么？（1925年6月14日）
- 帝国主义之五卅屠杀与中国的国民革命（1925年6月22日）
- 五卅后反帝国主义联合战线的前途（1925年8月18日）
- 中国国民革命与戴季陶主义（1925年8月）
- 义和团运动之意义与五卅运动之前途（1925年9月3日）
- 五卅运动中之国民革命与阶级斗争（1925年9月8日）
- 国民革命运动中之阶级分化（1926年1月29日）
- 中国职工运动战士大追悼周之意义（1926年2月6日）
- 阶级斗争与阶级间的联合战线（1926年3月17日）
- 北京屠杀与国民革命之前途（1926年4月7日）
- 北伐的革命战争之意义（1926年8月7日）
- 国民革命中之农民问题（1926年8月）
- 中国革命是什么样的革命？（1927年11月16日）
- 青年的九月（1931年9月）
- 美国的真正悲剧（1931年11月25日）
- 苦闷的答复（又名《伸冤》）（1933年3月7日）
- 出卖灵魂的秘诀（1933年3月22日）
- “打倒帝国主义”的古典（1933年9月29日）
- 鬼脸的辩护——对于首甲等的批评（1933年9月29日）
- 多余的话（1935年5月）

文集
- 《瞿秋白文集》共四卷（1953）人民文学出版社
- 《瞿秋白选集》（1985）人民出版社
- 《瞿秋白文集》政治理论编共八卷（1986）人民出版社
- 《瞿秋白文集》文学编共六卷（1988）人民文学出版社

## 家庭
父母：

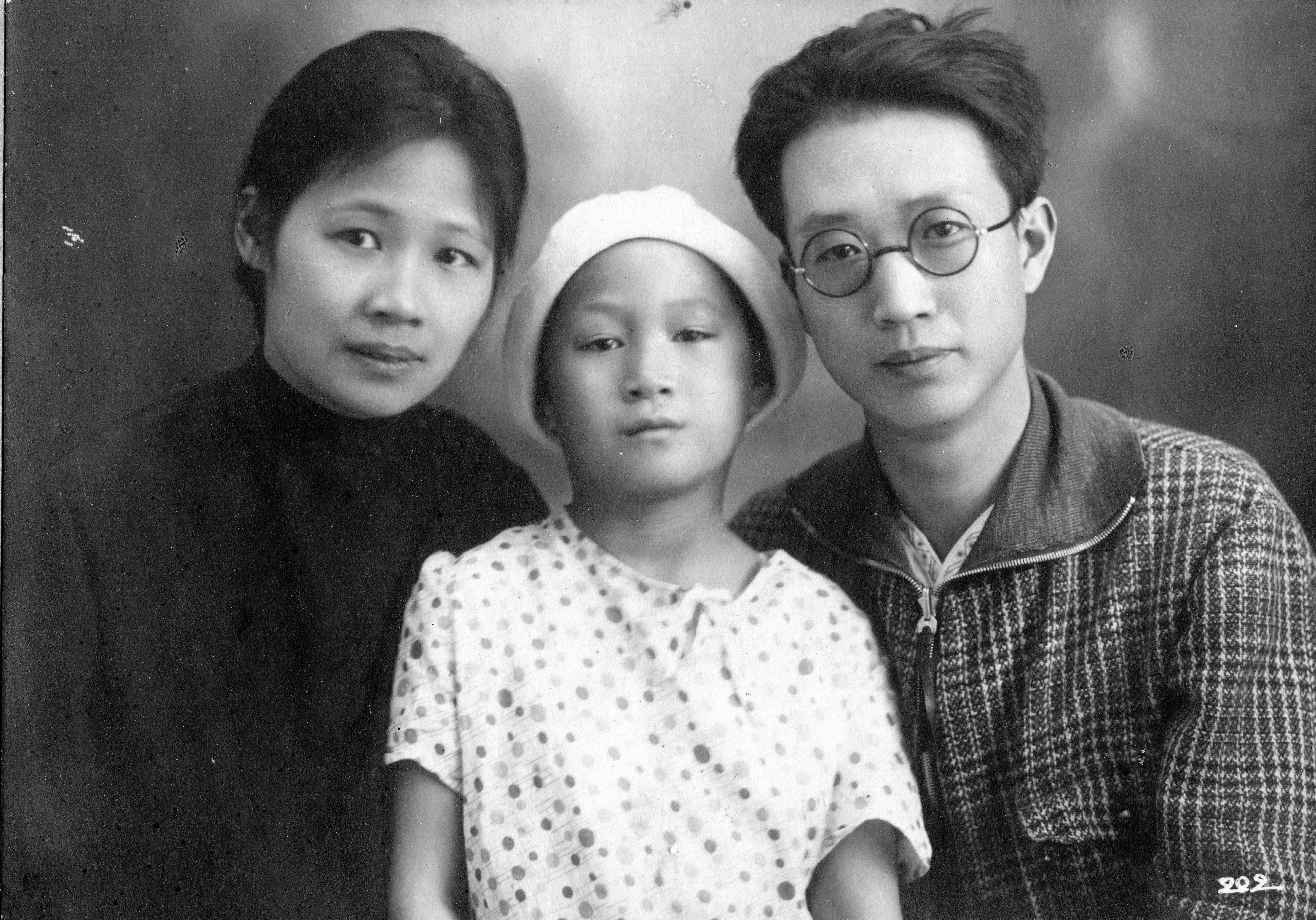
瞿秋白家庭照，1929年摄于苏联莫斯科。
由左至右依次是：杨之华、瞿独伊、瞿秋白

- 瞿世瑋（1875-1932）字雅彬，號一禪，道號園初。
- 金璇（1875-1916）字衡玉。

弟妹：
- 妹妹瞿轶群（1900-1981）小名群群。
- 二弟瞿昀白（1902-1958[27]）小名阿耘。
- 三弟瞿楙興（1904-1911），小名阿兴。
- 四弟瞿景白（1906-1929），小名森。
- 五弟瞿垚白（1909-？）小名阿尧。
- 二妹瞿楙红（1908-1910）。
- 六弟瞿坚白（1913-1943年5月14日）小名阿谷。

婚姻：
- 第一位妻子王剑虹，湖南人，是上海大学的学生，經丁玲介紹和瞿秋白相識，二人於1924年1月结婚。同年7月因肺病去世。
- 第二任妻子杨之华，浙江萧山人，也是上海大学的学生，与前夫沈剑龙（沈定一之子）离婚后；1924年11月7日，与瞿秋白在上海结婚，沈剑龙也亲临祝贺。“秋之白华”，我中有你你中有我，成为美谈。1935年，瞿秋白去世后，杨之华被安排去了苏联。[16]

子女：
- 瞿独伊，杨之华与沈剑龙的女儿，瞿秋白是繼父。